# Glenn Kotche
Glenn Kotche (* 31. prosince 1970) je americký bubeník. V roce 2000 nahradil původního bubeníka Kena Coomera ve skupině Wilco. Spolu s Jimem O'Rourkem a Jeffem Tweedym téhož roku založil skupinu Loose Fur, která v letech 2003 a 2006 vydala dvě studiová alba. Rovněž vystupoval se skupinou The Minus 5 a spolupracoval s dalšími hudebníky, mezi které patří například Simon Joyner, Phil Selway a Sean Watkins. Rovněž vydal několik sólových alb.

## Sólová diskografie
- Introducing (2002)
- Next (2003)
- Mobile (2006)
- Adventureland (2014)